# Лозоватка (Запорожка област)
Вижте пояснителната страница за други значения на Лозоватка.
Лозоватка (на украински: Лозуватка, на руски: Лозоватка) е село в Украйна, разположено в Приморски район, Запорожка област. През 2001 година населението му е 695 души.